# Marouan Laghnej
Marouan Laghnej (in arabo مروان لغنج‎?; al-Qayrawan, 22 aprile 1986) è un cestista tunisino.

## Carriera
Con la Tunisia ha disputato i Giochi olimpici di Londra 2012, i Campionati mondiali del 2010 e due edizioni dei Campionati africani (2007, 2011).